# Камијер
Камијер (фр. Camiers) насеље је и општина у североисточној Француској у региону Север-Па д Кале, у департману Па де Кале која припада префектури Montreuil.
По подацима из 2011. године у општини је живело 2737 становника, а густина насељености је износила 169,68 становника/km². Општина се простире на површини од 16,13 km². Налази се на средњој надморској висини од 23 метара (максималној 176 m, а минималној 2 m).

## Демографија
| 1962. | 1968. | 1975. | 1982. | 1990. | 1999. | 2011. |
| ----- | ----- | ----- | ----- | ----- | ----- | ----- |
| 1.764 | 2.088 | 2.064 | 2.093 | 2.176 | 2.252 | 2.737 |

График промене броја становника у току последњих година